# Wajang

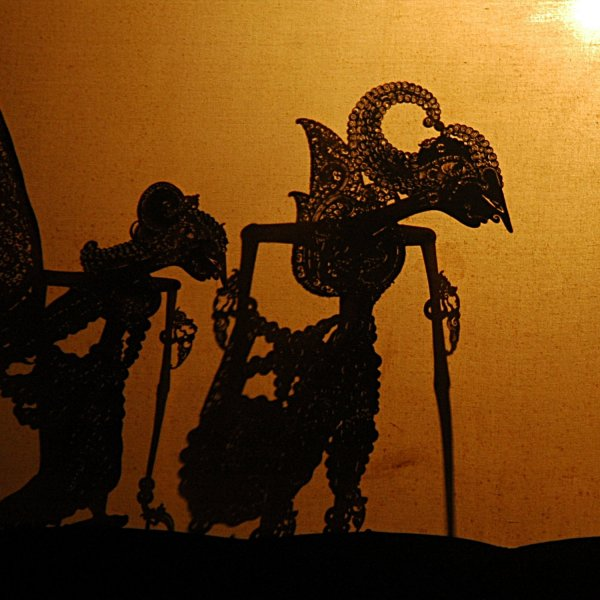
De schaduw tijdens het schimmenspel

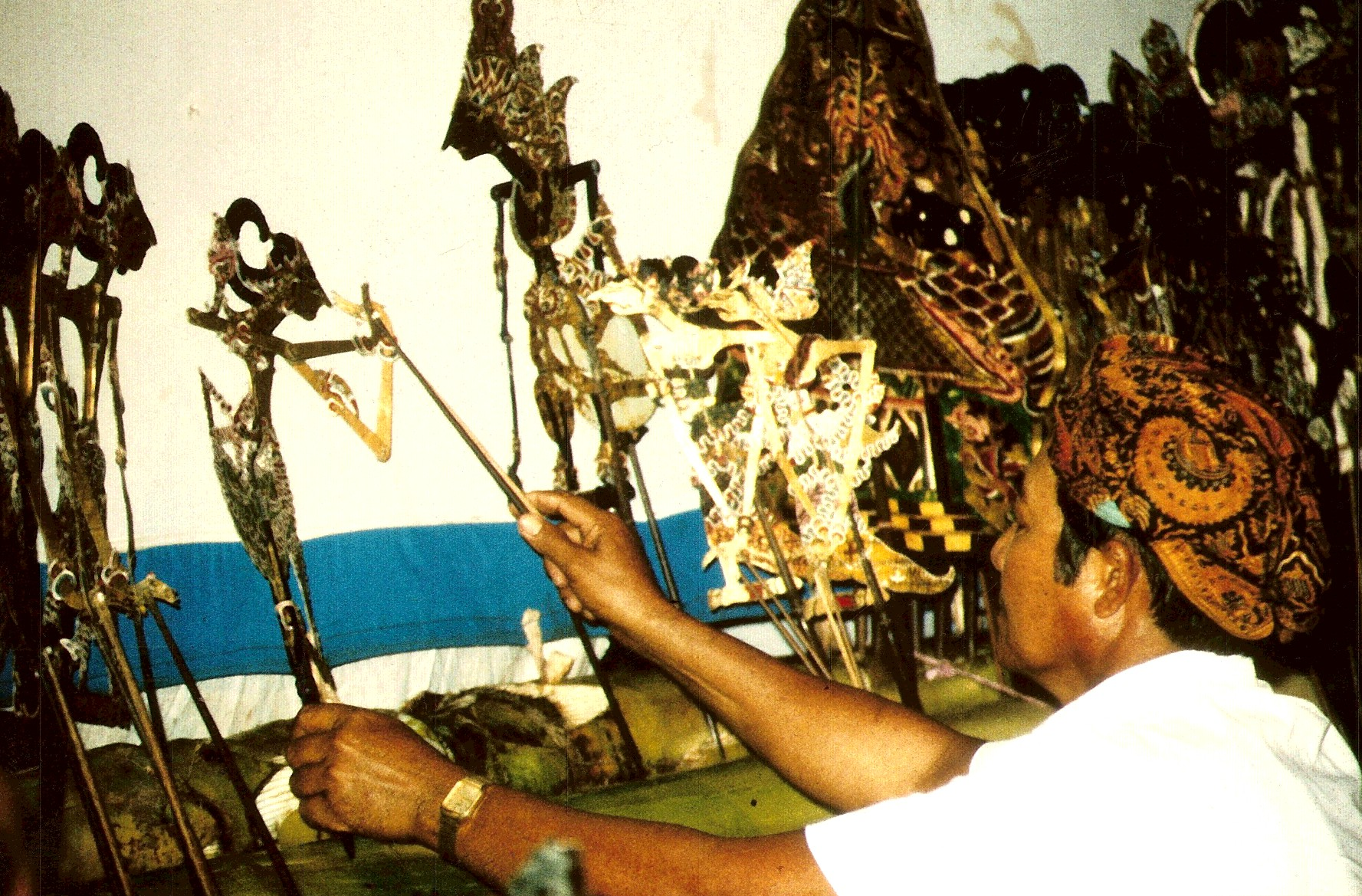
Een dalang speelt een scène uit de Ramayana tijdens een huwelijk in Paramaribo, 1985

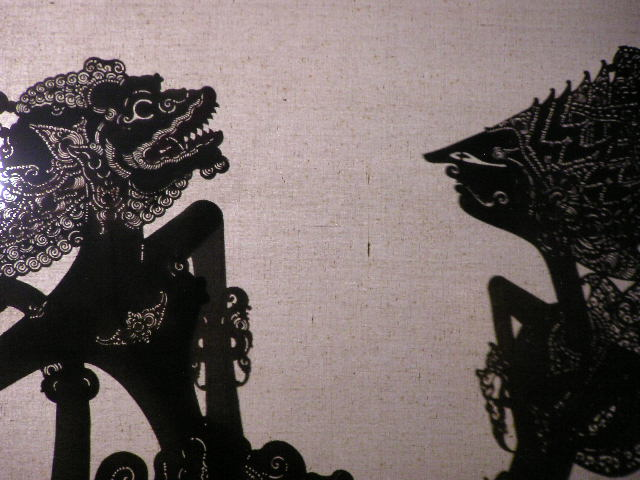
De schaduw van de poppen

Wajang is een leenwoord in het Nederlands uit het Javaans. In het Javaans betekent wayang letterlijk "schaduw" of "schim". De afgeleide betekenis van dit woord is een bepaalde vorm van poppenspel, waarin gebruik wordt gemaakt van schaduw- of lichteffecten.
Hoewel wajang meestal refereert aan het schimmenspel met behulp van leren poppen (wayang kulit), wordt het woord daarnaast ook gebruikt voor opvoeringen met driedimensionale poppen (wayang golèk), met platte houten poppen (wayang gedhog) en zelfs voor een toneelstuk met zwijgende acteurs-dansers (Wayang Wong). Voorwaarde bij dit laatste is wel dat het stuk gebaseerd moet zijn op de Indiase heldendichten Ramayana en Mahabharata. De Indiërs hebben veel invloed gehad op de Indonesiërs. Hierop volgend hebben de Indonesiërs een eigen versie van de heldendichten, welke in grote lijnen lijken op de originele heldendichten.
Sinds 2003 staat Wajang Kulit vermeld op de lijst van meesterwerken van het orale en immateriële erfgoed van de mensheid. Een bekend Javaans wajangspeler (dhalang) is Slamet Gundono.

## Geschiedenis
Het Javaanse schimmenspel is al heel oud. Het oudste bewijs van het wajangspel staat op een Midden-Javaanse inscriptie die dateert van het jaar 840, daarin wordt het woord ringgit genoemd, wat een synoniem is van het woord wayang. Het woord wayang zelf werd voor het eerst genoemd in een inscriptie uit 907. Op deze inscriptie wordt namelijk een wajangspeler genoemd samen met een danser en een komiek.
De vroegste literaire vermelding van het schimmenspel komt uit het Oud-Javaanse gedicht kakawin Arjunawiwaha, dat gedateerd is tussen 1028 en 1035. In Zang V.9 staat het volgende:
hanânonton ringgit manangis asekel mûd.a hid.epan
huwus wruh towin yan walulang inukir molah angucap
haturning wwang tresnêng wisaya malahâ tar wihikana
ri tatwanyân mâyâ sahana-hananing bhâwa siluman.
- Bij het wajangspel zijn er toeschouwers die wenen; ze worden verdrietig en raken van streek
- Ook al weten ze best dat het gesneden leer is dat beweegt en praat
- Zo is het ook met iemand die gehecht is aan de zintuiglijke waarnemingen
- Hij beseft niet dat ze er in wezen niet zijn, dat alle dingen illusie zijn

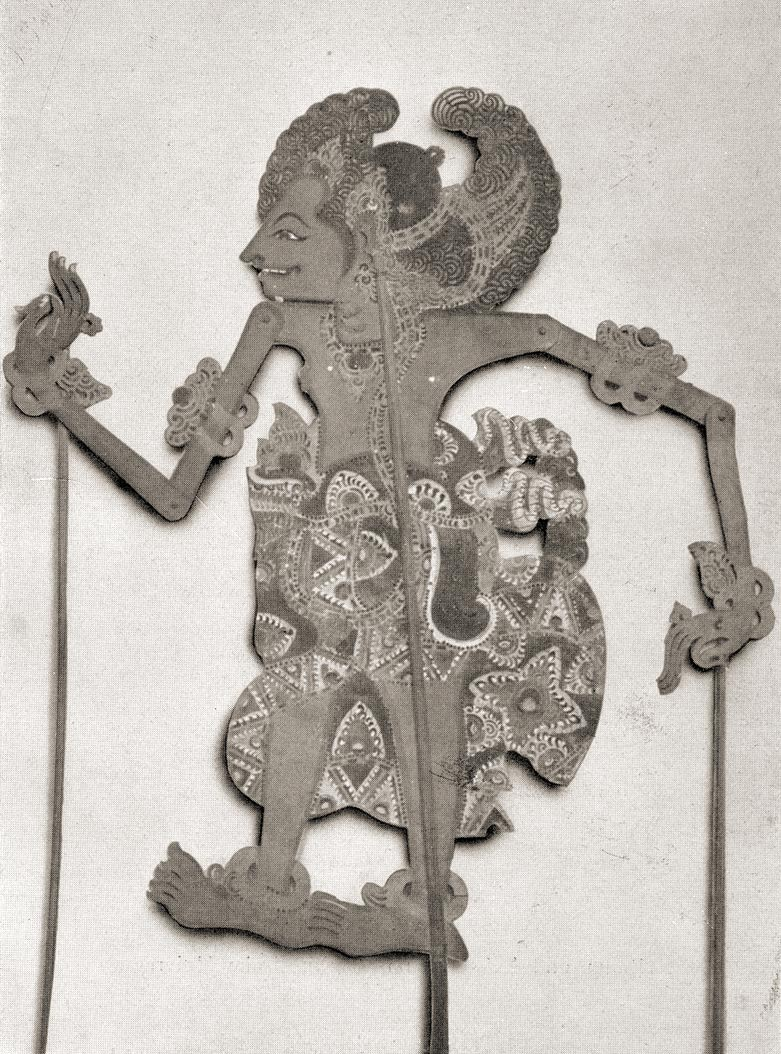
Een Balinees wajangpoppetje, 1925

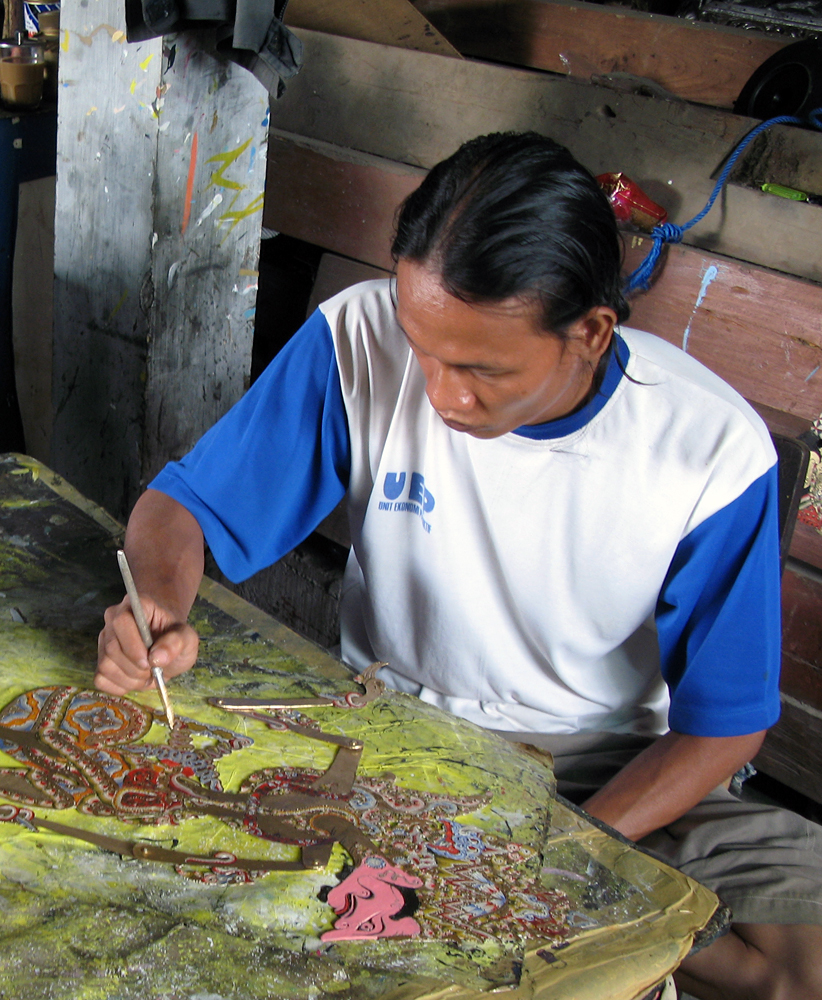
Het beschilderen van wajang kulit poppen in Yogyakarta

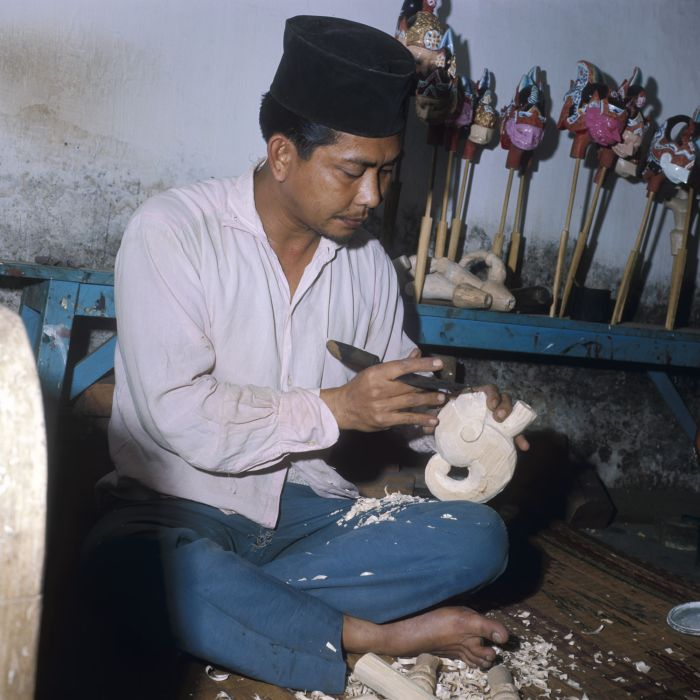
Vervaardiging van wajang golek poppen, 1971

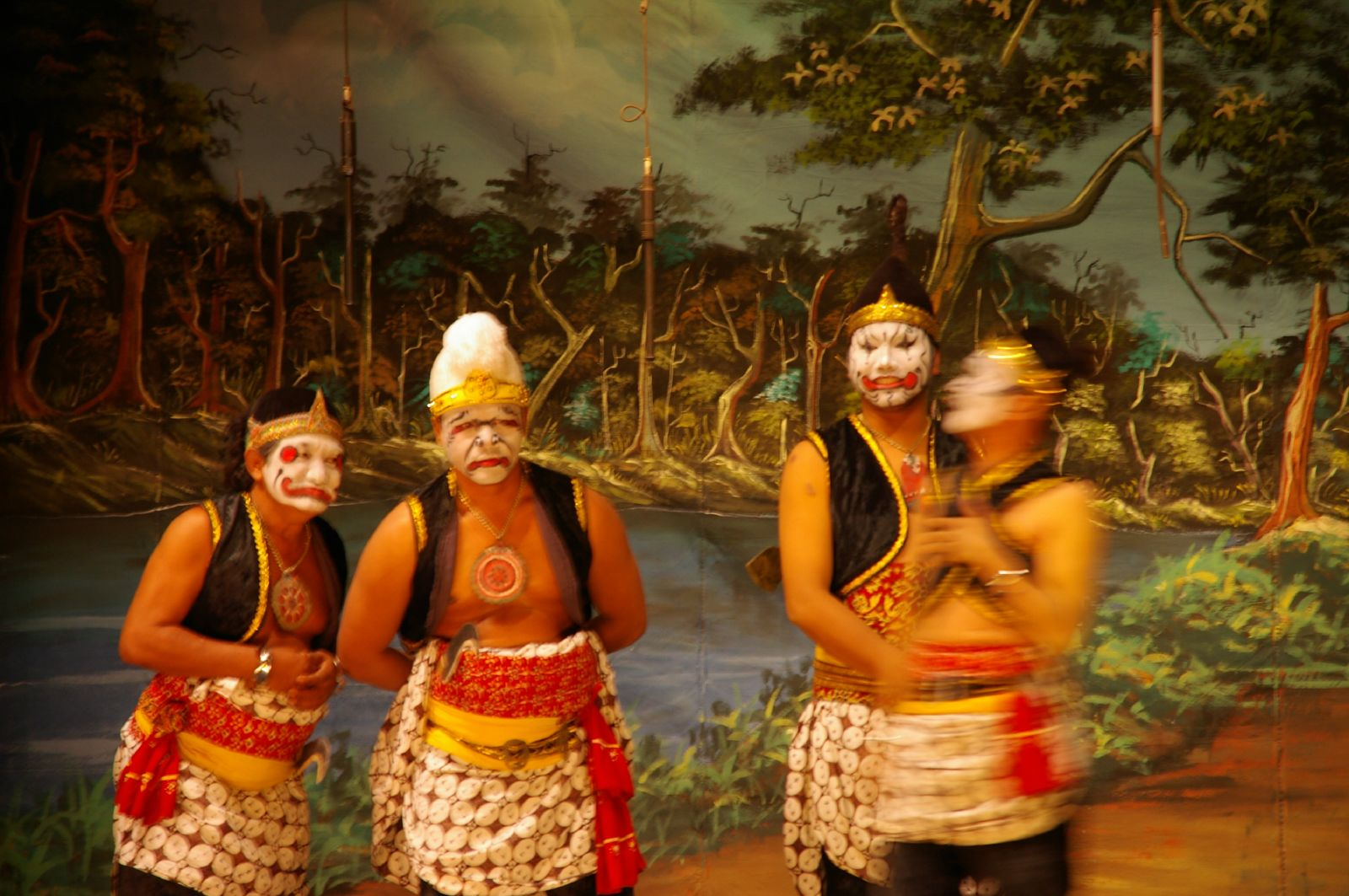
Wayang Topeng

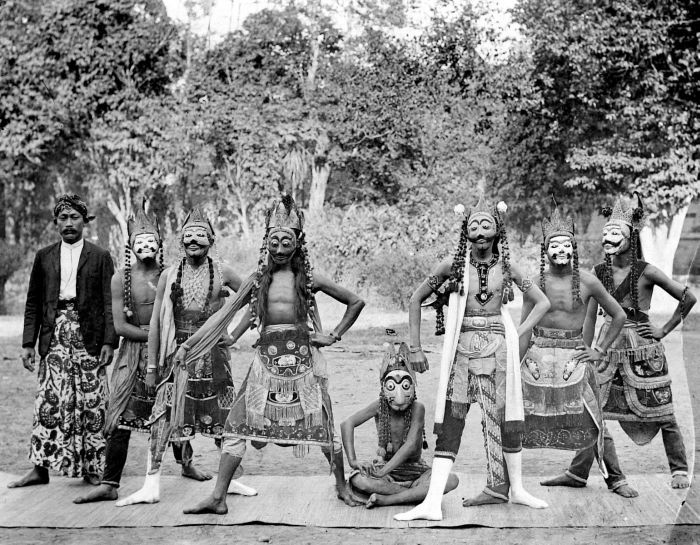
Wajang Wong voorstelling bij de regent van Malang, 1910-1922, Wereldmuseum Amsterdam (klik op afbeelding voor meer informatie)

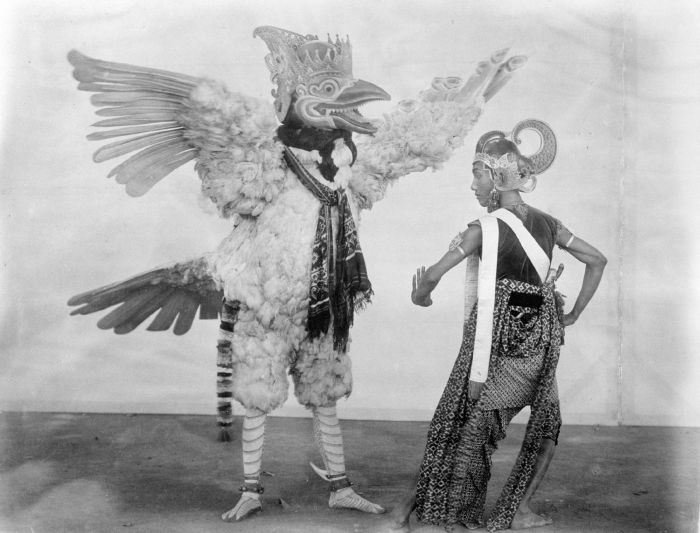
Wajang wong voorstelling 'Jaya Semadi en Sri Suwela' in de kraton van de sultan van Jogjakarta

## Verschillende soorten wajang
Er zijn verschillende soorten wajang naar materiaal. De belangrijkste zijn de volgende:
- Wajang koelit
- Wajang golèk
- Wajang kroetjil of Wayang Klitik
- Wajang bèbè
- Wajang gedog
- Wajang wong

### Wajang koelit
Bij wayang kulit (wajang koelit, letterlijk "leren wajang(poppen)") worden tweedimensionale poppen — met de hand gemaakt van buffel- of geitenhuiden — gebruikt als perkamenten poppen met beweegbare armen. Een wayang kulit-pop heeft een zeer gestileerde menselijke vorm.
Van de vele verschillende stijlen van wayang kulit is de vorm die in Midden- en Oost-Java wordt uitgeoefend veruit het populairst in Indonesië.

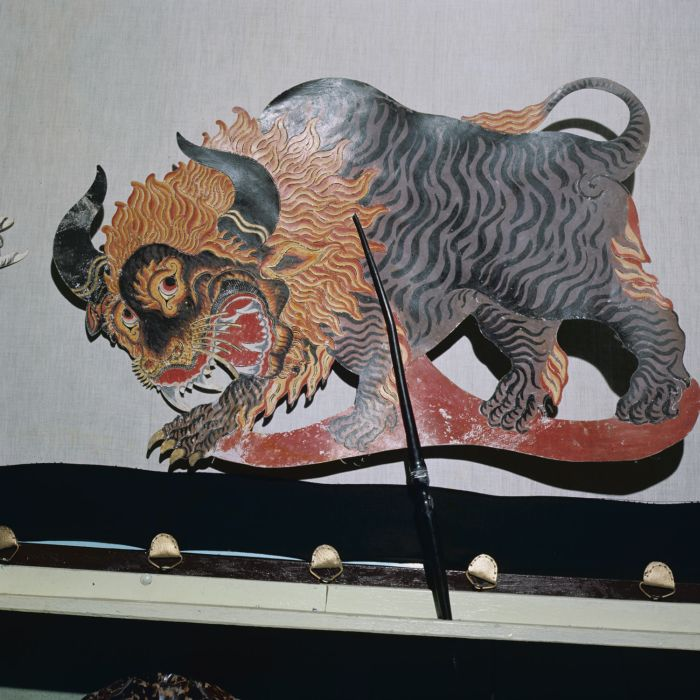
Wajang kulit pop, 1971
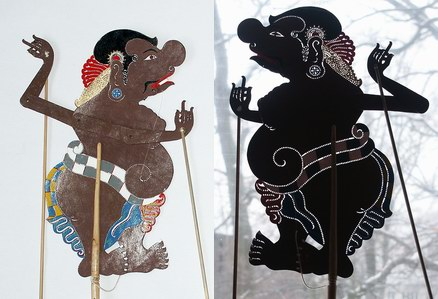
Umarmaya, wayang kulit figuur uit het Serat Menak Sasak epos
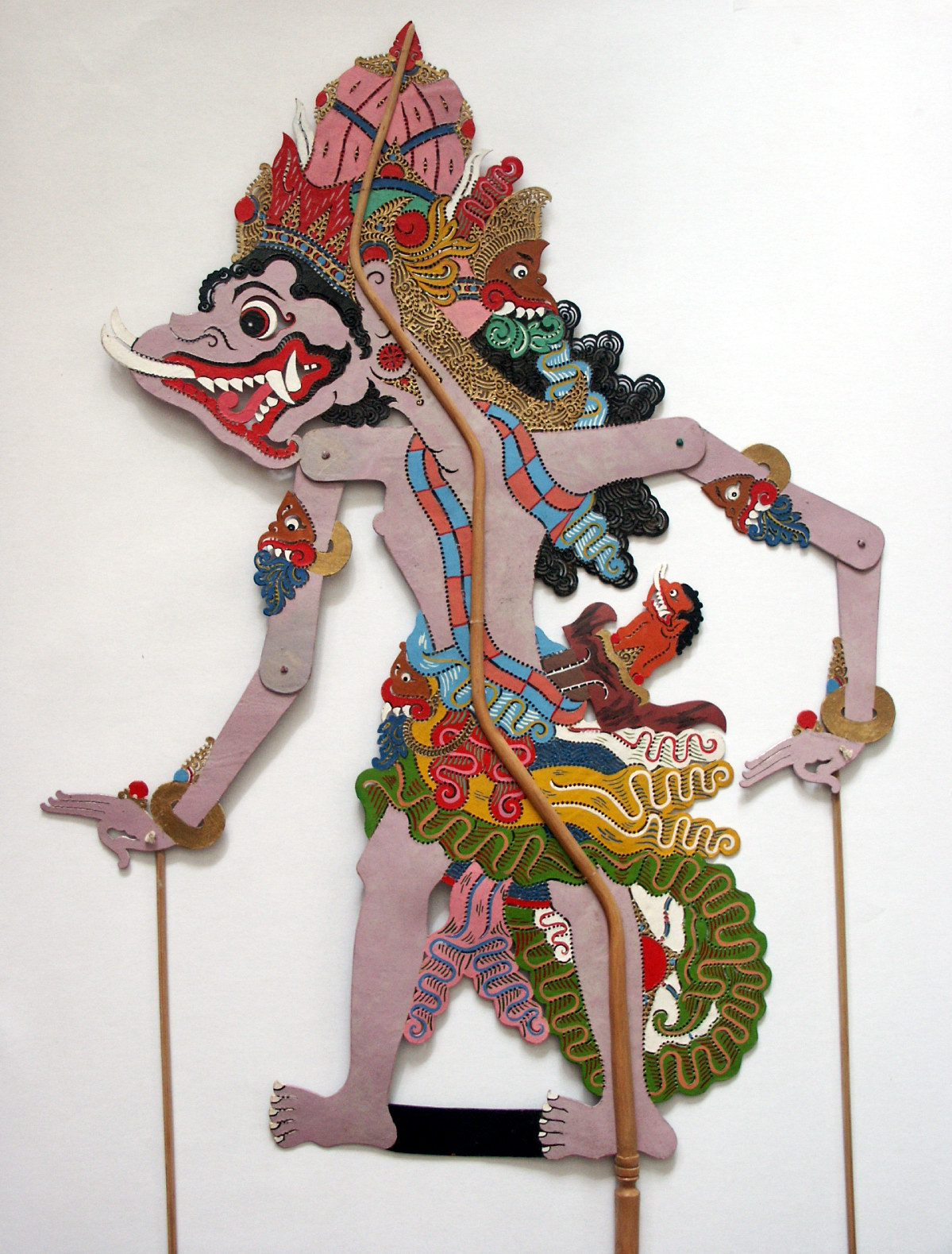
Raja Munda Wuktur
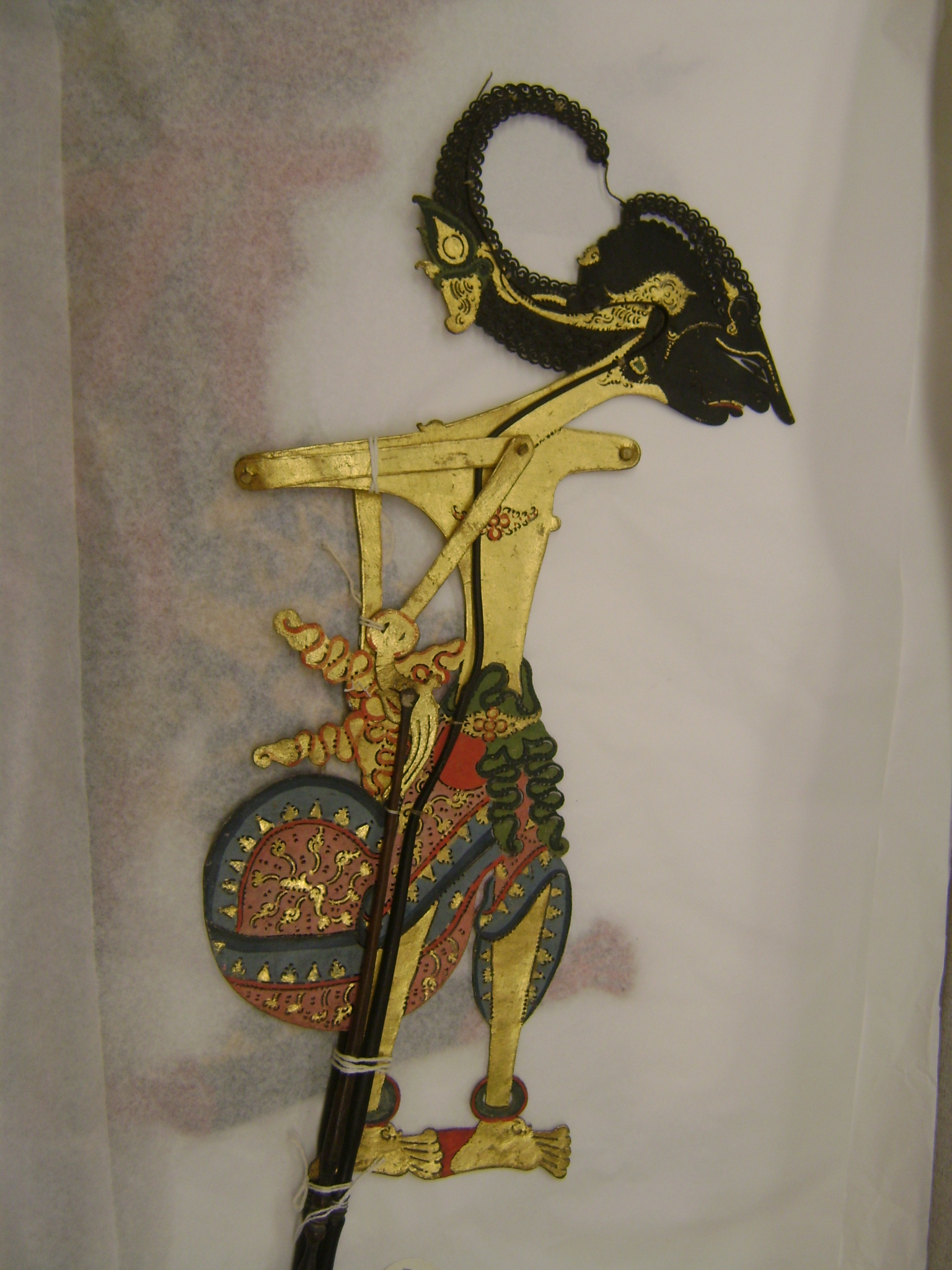
Simon Fraser University Museum of Archaeology and Ethnology

### Wajang golèk
Bij wayang golek (wajang golèk) worden driedimensionale houten poppen gebruikt bij de voorstellingen. Deze vorm van poppenspel zou afkomstig zijn uit China en gepopulariseerd worden door het Hof van Cirebon.

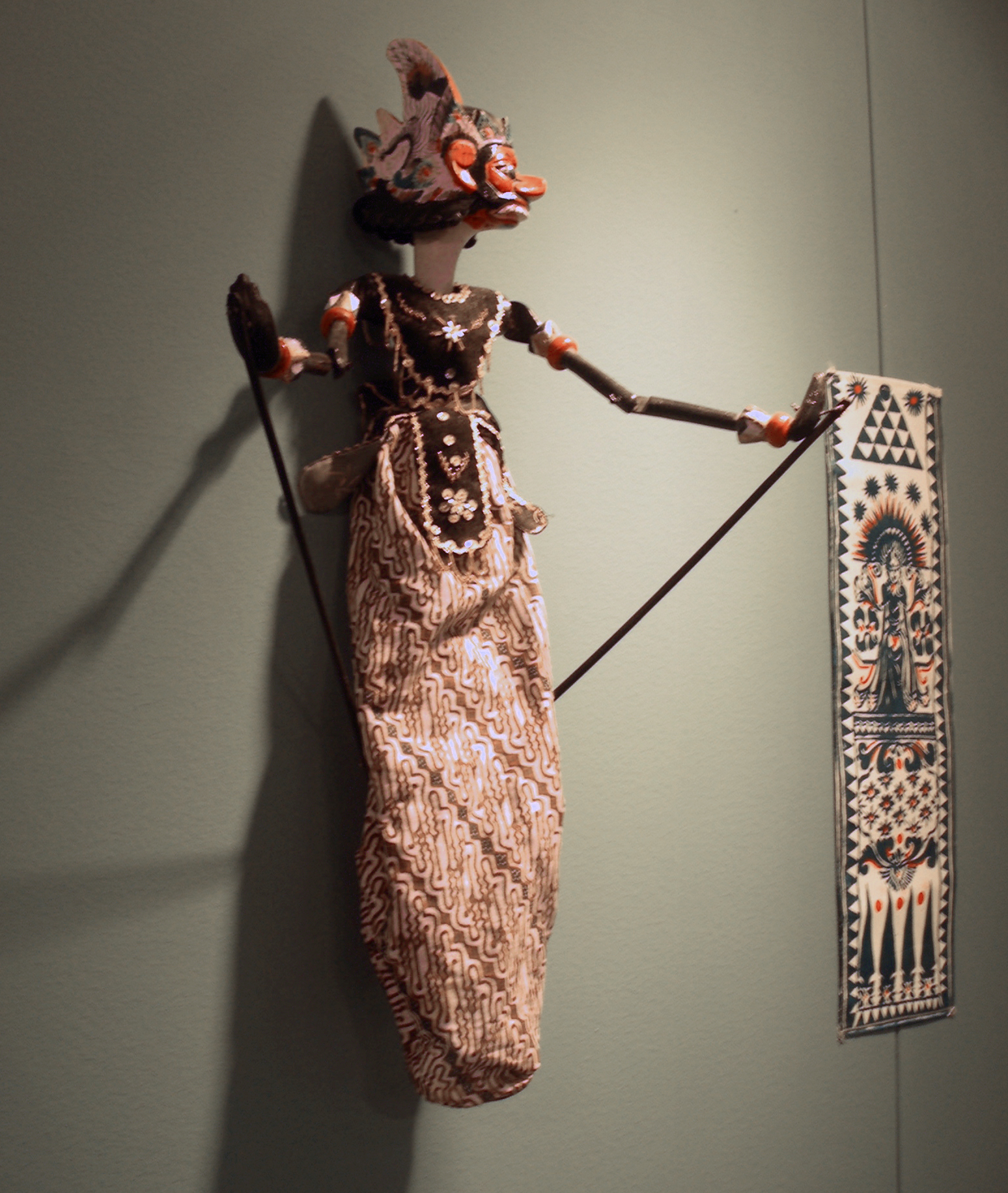
Wajang golèk
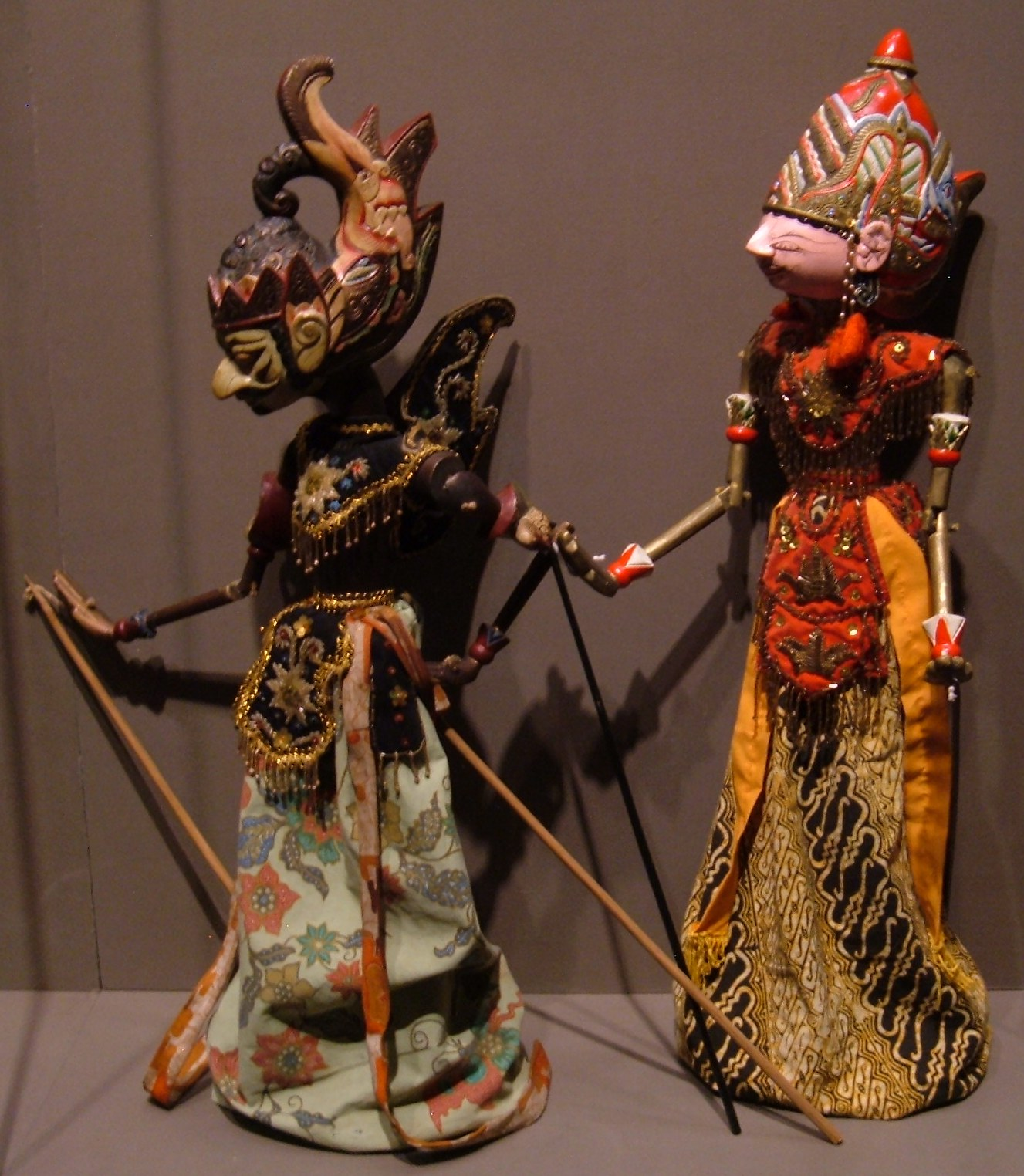
Ghatotkacha, zoon van Bhima en Karna, half-broers van de Pandava

### Wajang kroetjil
Wayang krucil (wajang kroetjil) of wayang klithik (wajang klitik) zijn platte houten poppen. Qua vorm lijken de poppen op de poppen van de wajang koelit. Het verschil zit in de verhalencycli die gebruikt worden. Deze vorm van wajangspel wordt voornamelijk gebruikt voor Javaanse historische of historiserende verhalen zoals de Damar Wulan.

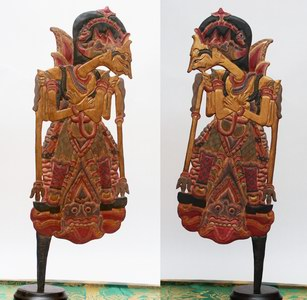
Houten wajangpop (Wayang Klitik) van Shiva, Oost-Java, ca. 1970
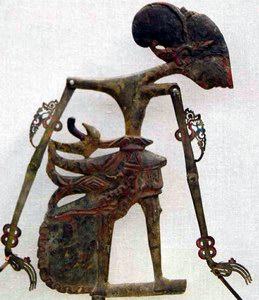
Houten wajangpop (Wayang Klitik), Oost-Java, ca. 1900
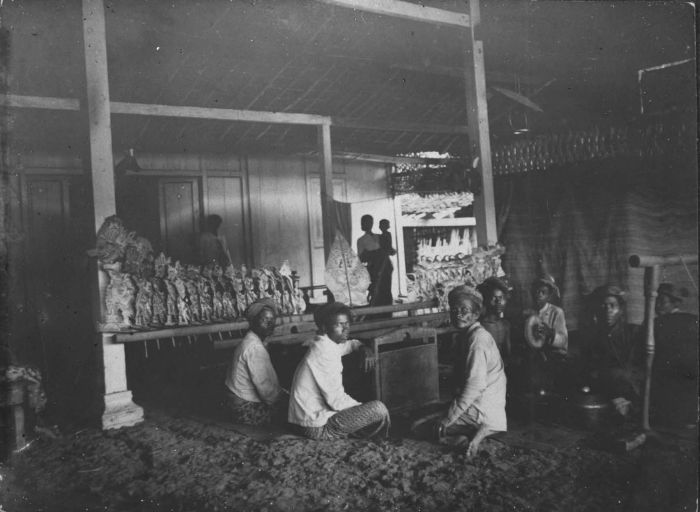
Een wajang kelitik voorstelling met gamelanorkest in Ngandong, 1918

### Wajang bèbèr
Bij wayang beber (wajang bèbèr) wordt een schilderij van elk scène vertoond en een verhaal erbij verteld.
Zeer zeldzaam is inmiddels de wayang beber, waarbij de wayang voorstellingen op een lange rol textiel of papier van boombast zijn geschilderd. Terwijl de dalang het verhaal vertelt wikkelt hij de rol langzaam van een stok om vervolgens de gepasseerde scène aan de andere kant weer op een stok te rollen.

### Wajang gedog
De wayang gedhog (wajang gedog) is een vorm van wajangspel met levende acteurs die allemaal een maskers dragen. Het woord gedhog is een verbastering van het woord kedhok ("masker").

### Wajang wong
Wayang wong (wayang wong) wat letterlijk wajangspel met mensen betekent, is een vorm van toneel met levende acteurs. Het wordt echter opgevoerd in de stijl van een wajangspel. Het verhaal moet dus gebaseerd zijn op de Ramayana of de Mahabharata. Verder treedt ook een dalang of een poppenspeler op. Hij bespeelt echter de poppen niet maar begeleidt nog wel de muzikanten en markeert de overgang tussen de scènes met zogenaamde soeloek gezangen. Deze vorm van het wajangspel lijkt op wayang gedhog, het voornaamste verschil is dat de acteurs geen maskers dragen.

## Verschillende categorieën wajang

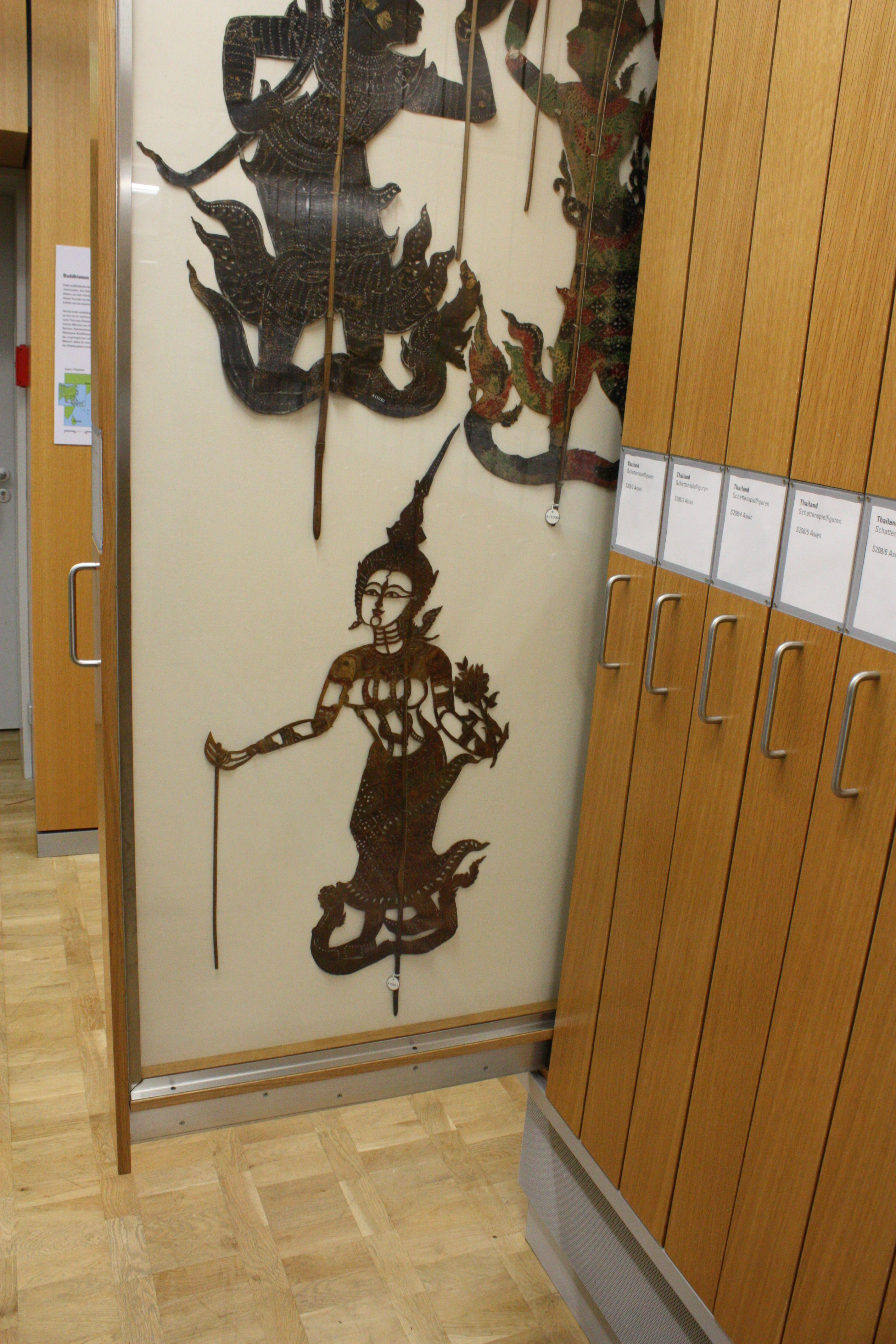
Überseemuseum Bremen

Het wajangspel kan verder onderverdeeld worden naar categorieën.
- Wajang poerwa of wajang parwa
- Wajang wahjoe
- Wajang kantjil
- Wajang Revolusie
- Wajang Kelantan
- Wajang Sasak
- Wajang Siam

### Wajang wahjoe
Wayang wahyu (wajang wahjoe) of wayang Kristen is een wajangspel gebaseerd op de wajang koelit. Het verschil is echter dat de repertoire van de verhalen niet gebaseerd is op de Ramayana en de Mahabharata maar op de Bijbel. Deze vorm van wajang werd gecreëerd in 1964 door de rooms-katholieke broeder Timotius uit Klaten, Midden-Java.

### Wajang kantjil
Wajang kantjil is een vorm van wajang koelit. De leren poppen worden echter net als wajang golek zonder scherm getoond. Zij worden dus niet als schaduwpoppen gebruikt. 
De verhalen gaan over de avonturen en de streken van het dwerghertje (kantjil of kancil in het Javaans of pelanduk in het Maleis). 
Deze vorm was populair onder Nederlandse kinderen in de jaren 1970 en 1980. Nu die generatie Indische kinderen haar cultuur wil overdragen is er opnieuw belangstelling en komen er weer nieuwe edities van Kantjilverhalen uit.
Zie ook Kantjilverhalen (Indonesië).

### Wajang Revolusie
Wajang Revolusie is ook een vorm van wajang koelit. Deze vorm van wajang werd gebruikt tussen 1945-1949 tijdens de onafhankelijkheidsoorlog van Indonesië. Tijdens deze periode werden er ook speciale poppen gemaakt waarbij een heel leger tot een pop werd. Het Tropenmuseum in Amsterdam heeft een aantal voorbeelden van deze rampokan-poppen.
Op initiatief van en in samenwerking met Museum Bronbeek in Arnhem is in 2009 ter gelegenheid van het 50-jarig jubileum van de erkenning van de Republik Indonesia door Nederland een speciale nieuwe versie van de Wayang Revolusi gemaakt en uitgevoerd door Ananto Wicaksono en zijn grootvader Ki Ledjar Soebroto, beiden dalang te Jogjakarta. De anak wayang, de leren schaduwpoppen, vormden een belangrijk onderdeel van de aan de onafhankelijkheid gewijde tentoonstelling in Museum Bronbeek.
In 2010 is deze Wayang Revolusi door Ananto Wicaksono, ook bekend als Nanang, bewerkt tot zgn. Wayang Animasi. Naast de wayang pentas met dalang, poppen en gamelanorkest, werd op de Tong Tong Fair in Den Haag in 2010 ook de video-versie een aantal malen op groot scherm vertoond.

## Gelegenheid

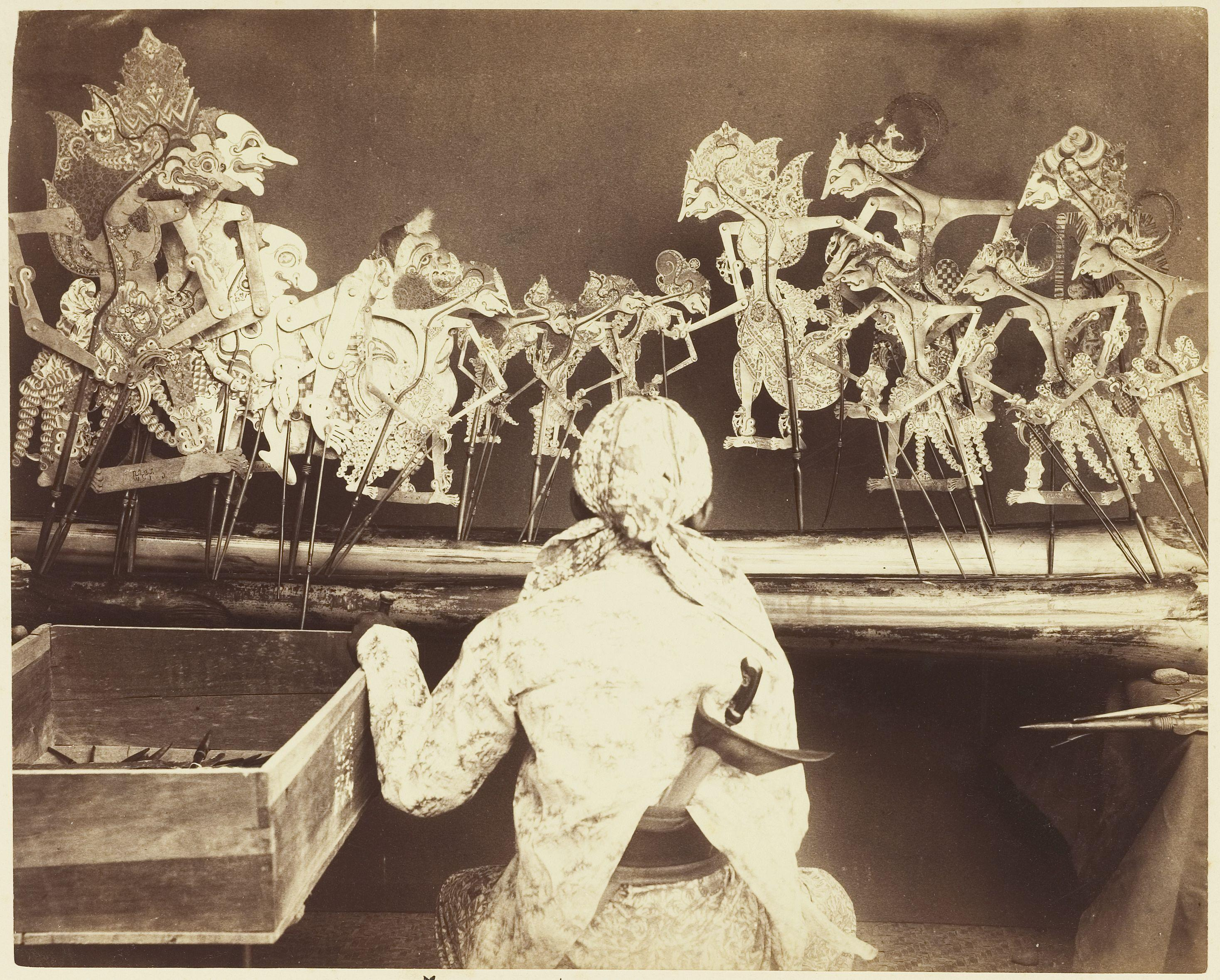
Wajang koelit voorstelling op Java, 1890

De traditionele wajangvertoning op Java wordt gegeven als onderdeel van een feest ter gelegenheid van een belangrijke gebeurtenis in het leven van een individu of groep. Dit kan zijn een huwelijk, een besnijdenis, herstel van een zware en langdurige ziekte, het voltooien van een zware studie, promotie in iemands maatschappelijke carrière, in het algemeen: het bereiken van een moeilijk doel. Op Bali worden wajangvertoningen ook opgevoerd bij crematies.
De wajangvertoning dient om de gezamenlijke nachtwake door te komen, die een onmiskenbaar onderdeel vormt van zo'n ritueel feest (Javaans: slametan). Het onderwerp van de vertoning moet daarom altijd toepasselijk zijn. Het wordt bij voorkeur zo gekozen dat de toeschouwers er een parallel in kunnen zien met de levensomstandigheden van de persoon ten behoeve van wie het feest gegeven wordt. Daarbij kunnen de intriges van het gekozen stuk in details zo worden gewijzigd dat de pasemon, de zinspeling op de persoonlijke omstandigheden extra duidelijk naar voren komt.

## Dedalang

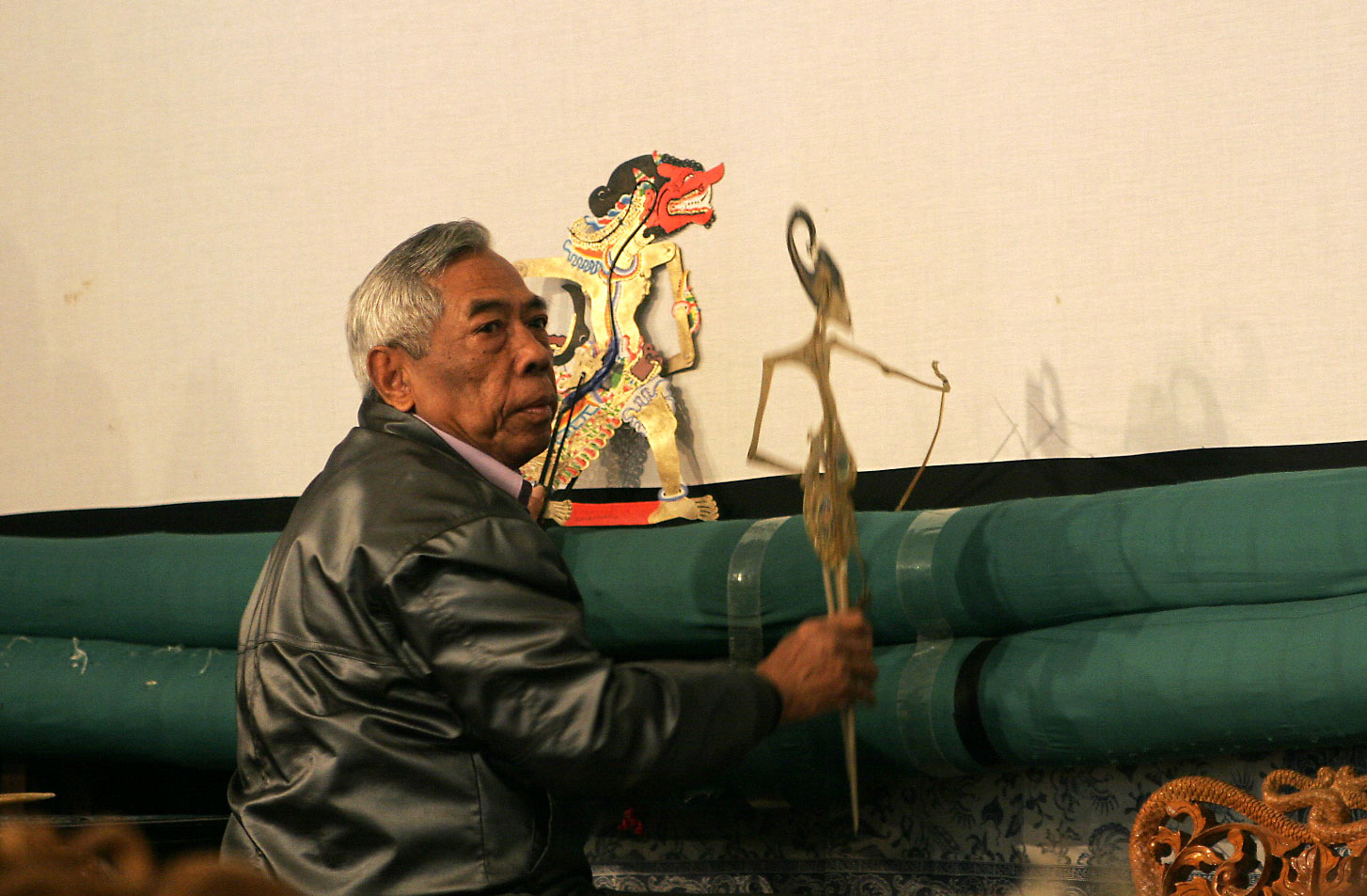
Een dalang (poppenspeler) oefent met de wajangpoppen voor het kelir (scherm)

De dalang (Javaans: dhalang) is de poppenspeler. Daarnaast zingt hij en geeft hij signalen aan het orkest. Hij is ook de spreker voor alle karakters. Hij moet allerlei soorten stemmen kunnen imiteren; van de deftige taal van de vorsten tot de boerse taal van de mensen op het platteland.
Het spreekt voor zich dat deze taak niet voor iedereen weggelegd is. Een dalang is een veelzijdig en buitengewoon persoon. In de eerste plaats is hij een entertainer; het is niet makkelijk om een groot aantal mensen te amuseren. Verder moet hij fysiek sterk zijn, anders zou hij de spanning niet aan kunnen, zittend met zijn benen over elkaar, negen uur lang. Zonder opstaan tot zes uur de volgende ochtend (de voorstellingen duren vaak een hele nacht), dus ook zonder naar het toilet te gaan. Hij moet ook bijna onophoudelijk met zijn rechtervoet op een kecrèk (rammelaar) tikken. Hij hanteert de poppetjes met beide handen, geeft hun verschillende stemmen, vertelt goedgetimede grappen en zingt zelfs af en toe. En intussen controleert hij de musici, zonder dat iemand in het publiek dat merkt.

## Pauzeteken
De kayon, die ook wel gunungan genoemd wordt, is het belangrijkste hulpmiddel bij een wajangvoorstelling. De kayon wordt zowel bij Wayang Golek als bij Wayang Kulit gebruikt. Het is een schaduwfiguur die de zetel van de goden afbeeldt (de berg Semaru op Java) en de levensboom, die symbool staat voor de goddelijkheid van het leven. De kayon verplaatst zich tijdens een voorstelling van rechts naar links.

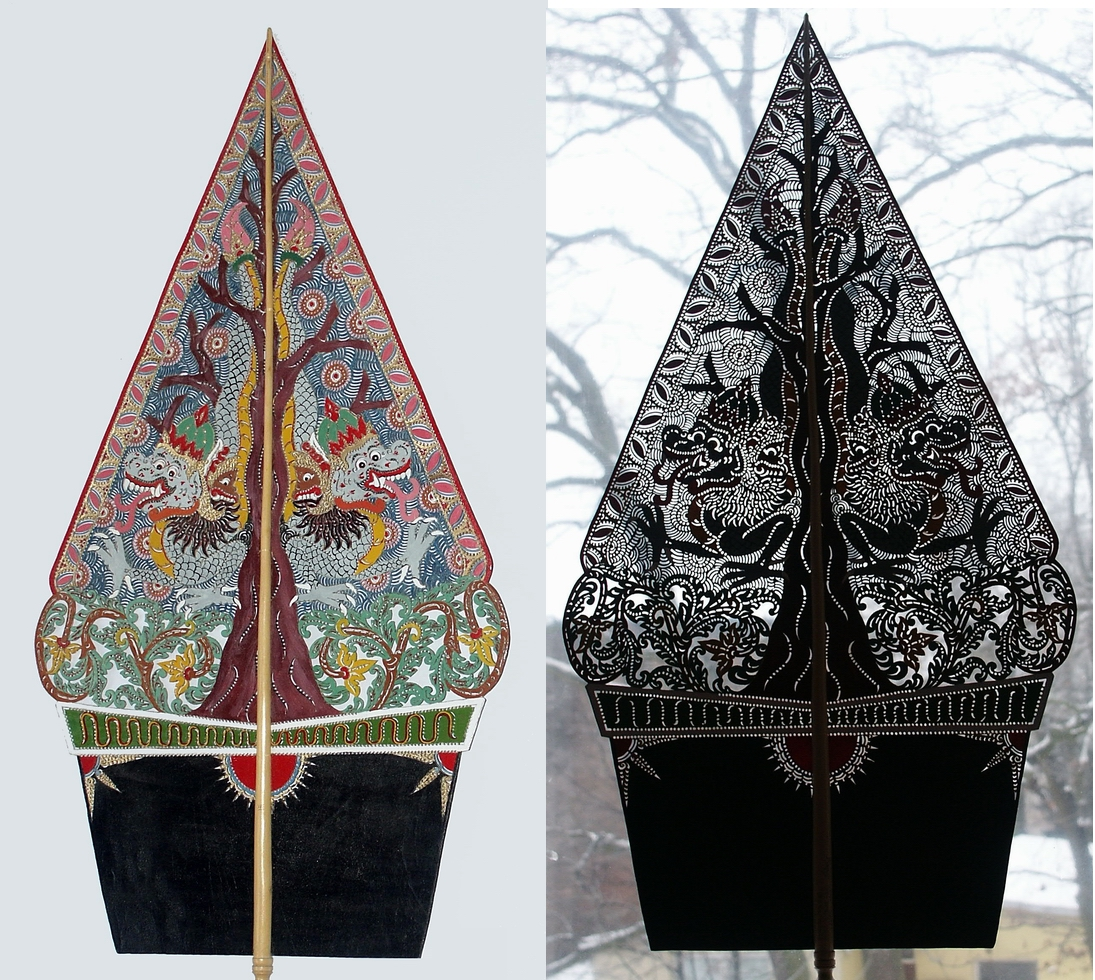
Wayang Kulit

De kayon heeft vele functies. Als verbeelding van de kosmische orde van het heelal, staat de pop voor een opvoering in het midden van het scherm, met soms daarachter de clownbediende Semar. Beide staan aan de kant van de poppenspeler opgesteld. De kayon brengt de poppen tot leven. Aan het begin van de opvoering zet de dalang de kayon aan de zijkant om te symboliseren dat de voorstelling de mythische heilige wereld van schaduwen is binnengegaan.
Tijdens de opvoering geeft de kayon plaatsveranderingen aan of de opkomst van een belangrijke persoonlijkheid. De kayon kan ook dienstdoen als decorstuk. Het kan een paleis voorstellen, een rots, een bos of een kluizenaarswoning. Ook kan de kayon een rivier, wind, vuur en water voorstellen, als de dalang de Gunungan wild laat bewegen over het scherm. Dit wordt gara-gara genoemd.
Tijdens een conventionele middernacht opvoering staat de Gunungan rechtop en in de laatste scène staat de Gunungan links. Na afloop staat de Gunungan weer in het midden van het scherm.

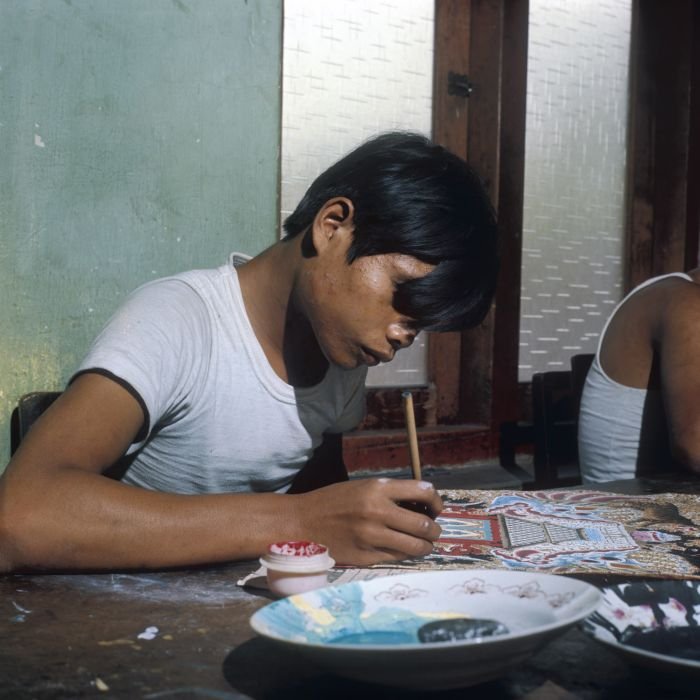
Vervaardiging van een kayon
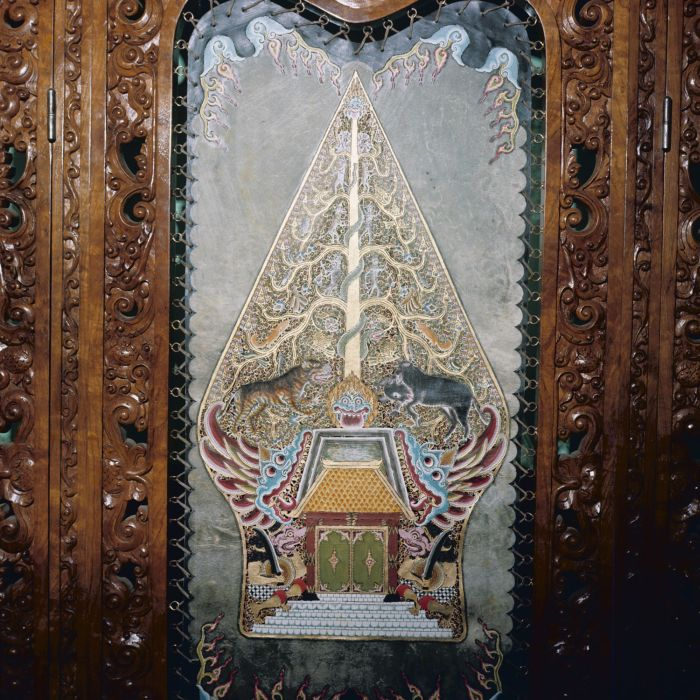
De kayon
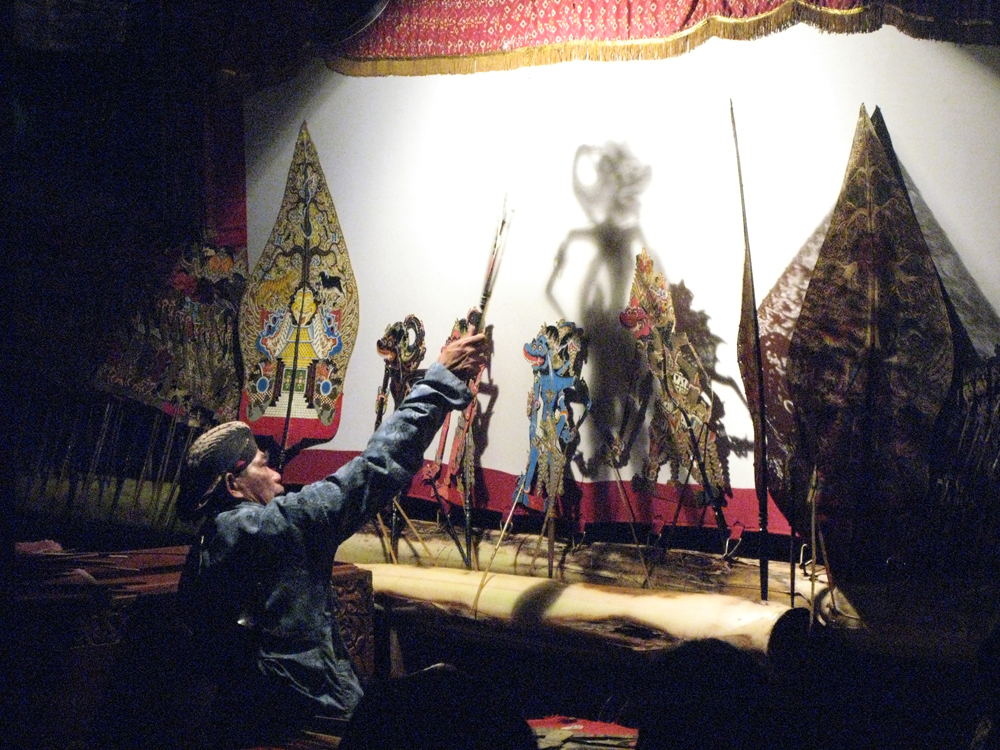
Wayang Kulit, Yogyakarta

## Heldendichten

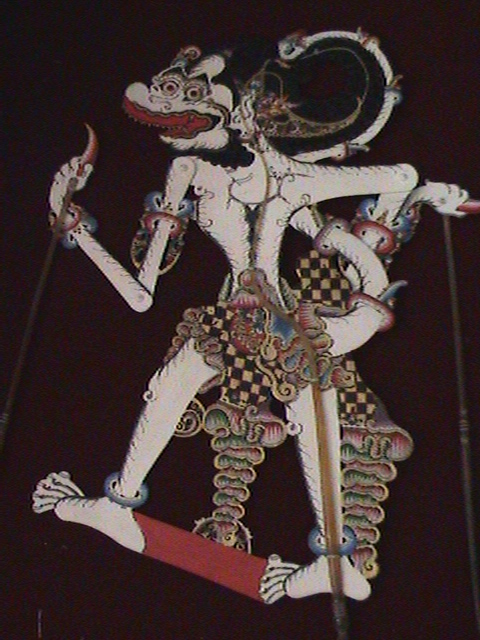
Een leren pop van Hanuman, de witte aap, uit het heldendicht de Ramayana

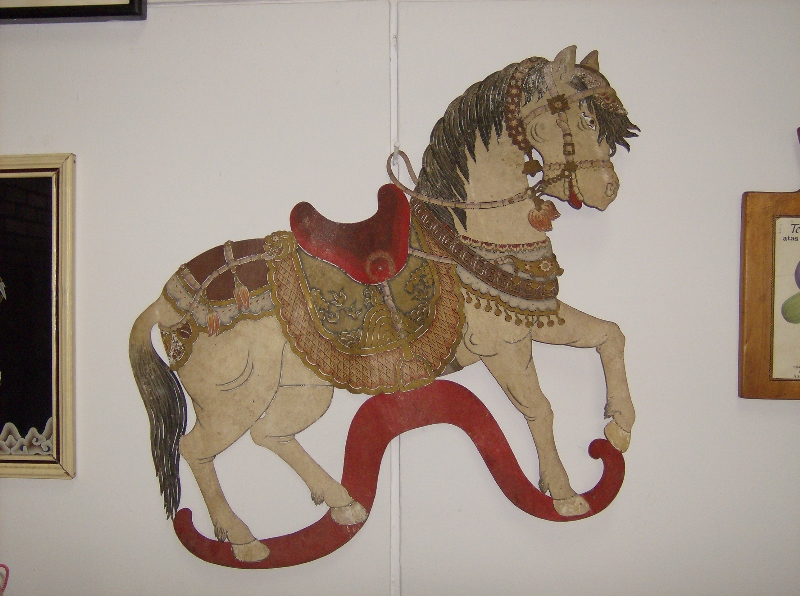
Uccaihsrawa

De twee grote Indiase heldendichten, Ramayana en Mahabharata, spraken tot de verbeelding van de culturen in Zuidoost-Azië die contacten onderhielden met India. Beide heldendichten zijn bekend geworden onder de Javanen sinds de eerste eeuwen na Christus en hebben een plaats gekregen in de Indonesische mythologie.
De oudste nu nog bekende vertaling van het Ramayana werd omstreeks 870 geschreven in Midden-Java, terwijl de vertalingen van het Mahabharata rond het jaar 1000 beschikbaar werden in het Javaans.
Beide heldendichten zijn de basis van de belangrijkste wayang kulit-verhalen, die op Java wayang purwa en op Bali wayang parwa worden genoemd. Van deze lakon (toneelrollen) bestaan er zo'n tweehonderd. In de Javaanse orale traditie dienen de verhalen slechts als overzicht en zijn ze geworden tot volledig Javaanse versies. Sterker nog: de plaatsnamen die voorkomen in de Indiase Mahabharata zijn "gejavaniseerd". Het is alsof alles op Java plaatsvindt.
Tegenwoordig spreekt men vaak van de "Rama-cyclus" voor Ramayana en naar de "Pandawa-cyclus" voor Mahabarata.
De meest uitgevoerde verhalen komt uit de Hindoese heldendichten voort. De Arjuna Sasra Bahu en Ramayana-cyclus betreffen de zaken van Rama en zijn voorvaderen.
Favoriete verhalen vertellen over het huwelijk van Rama met Sita; hun verbanning naar het bos samen met Rama's broer Lakshmana; de ontvoering van Sita door de monsterkoning Ravana; en haar redding, met hulp van apenkoning Sugriwa en zijn legeraanvoerder Hanuman, na talrijke veldslagen, van het koninkrijk van Lanka. De Ramayana bevat vele episoden van het leven van deze karakters.
Het centrale verhaal van het heldendicht behandelt het conflict tussen twee takken van een familie. Eén tak van de familie, de Korawa's, overweldigt de troon van de rechtmatige erfgenamen, de Pandawa's.
Het geschil kan slechts opgelost worden door een bloedige broederkrijg, de "Bharatayuddha", een oorlog die de loyaliteit en het geweten van verschillende generaties van de familie op de proef stelt.

## Filosofie van het wajangspel
Ondanks de recentere introductie van de islam en het christendom op Java, blijven de filosofie en ethiek die in het Mahabharata worden aangenomen, een belangrijk deel uitmaken van de sociale stof en houding tegenover het leven in Java vandaag de dag.
Sterker nog; het wajangspel en de filosofie erachter kan beschouwd worden om de vele groeperingen die Java rijk aan is met elkaar te verbinden.

## Gamelanorkest
Het traditionele gamelanorkest begeleidt de dalang die de poppen bespeelt aan dezelfde kant van het scherm. Het speelt bijna ononderbroken bij elk bedrijf. Het bestaat uit een grote serie bronzen percussie-instrumenten, die op twee verschillende manieren zijn gestemd, vrij verschillend in karakter; de twee toonschalen worden sléndro en pélog genoemd.

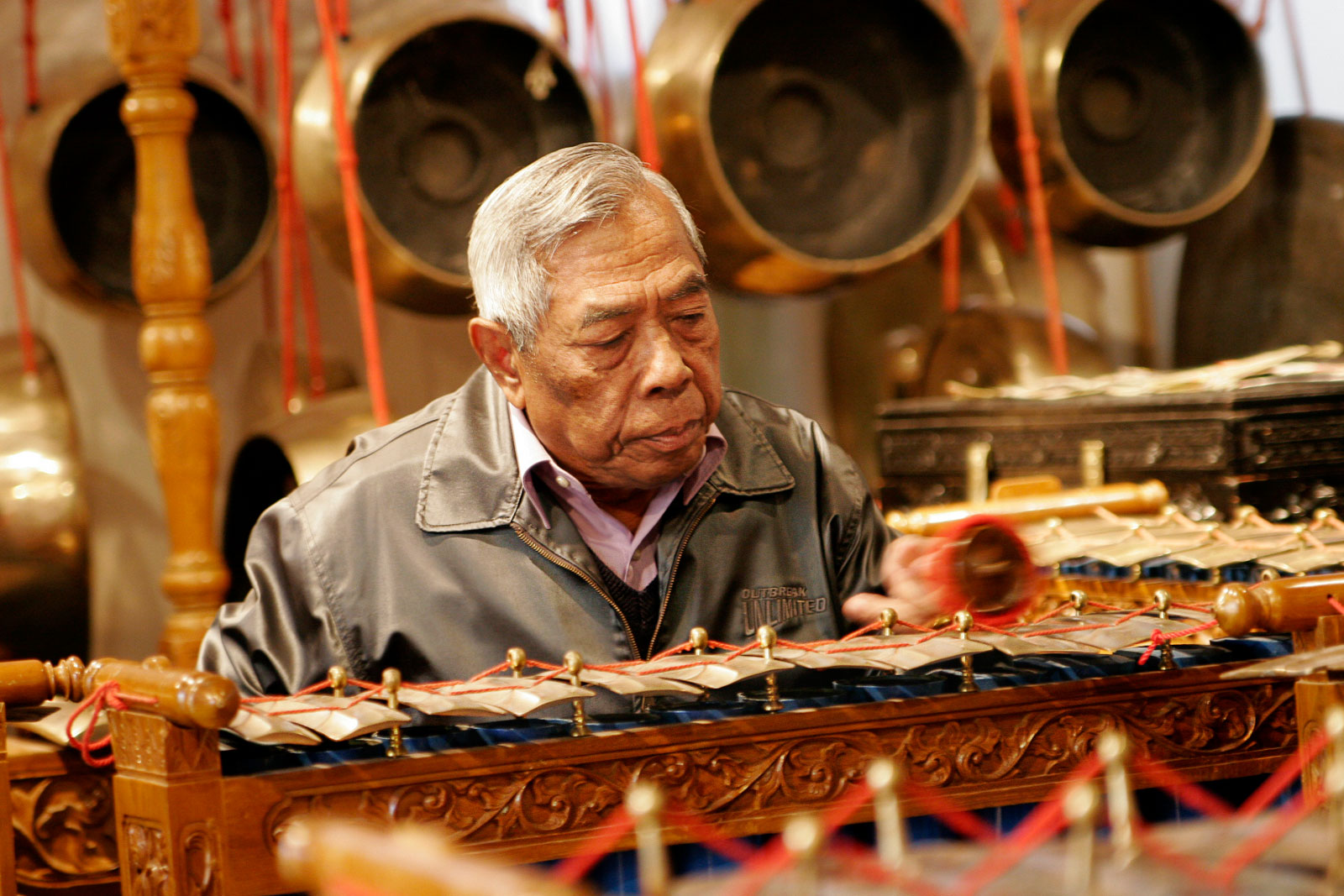
Gamelan

Hoewel een dalang nooit achter zich kijkt, en bijna nooit een woord zegt tegen de spelers, schijnt elk van hen precies te weten wat hij moet doen. Hoe hij zijn bedoelingen aan de gamelanspelers meedeelt, is een studie op zich op het gebied van non-verbale communicatie. Twee musici in de groep hebben belangrijke functies in die ongesproken communicatie tussen dalang en musici: de drummer en de gendèr-speler.

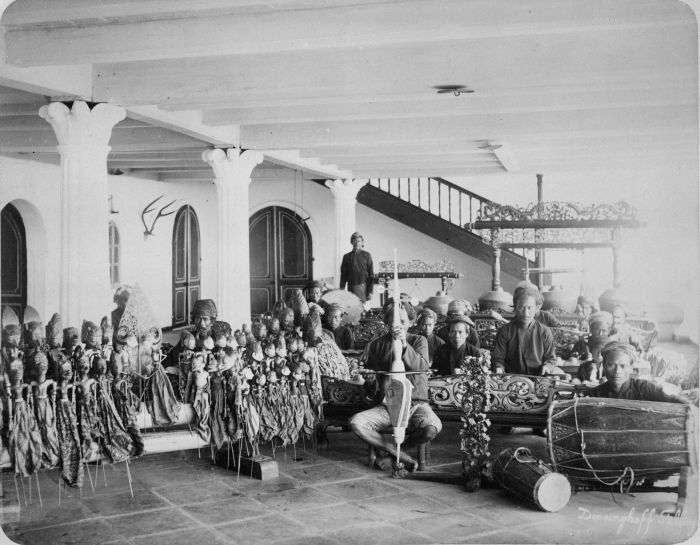
Wajang golek poppen en een gamelanorkest in de benedengalerij van het huis van Europeanen op een plantage in Nederlands-Indië

## Zie ook

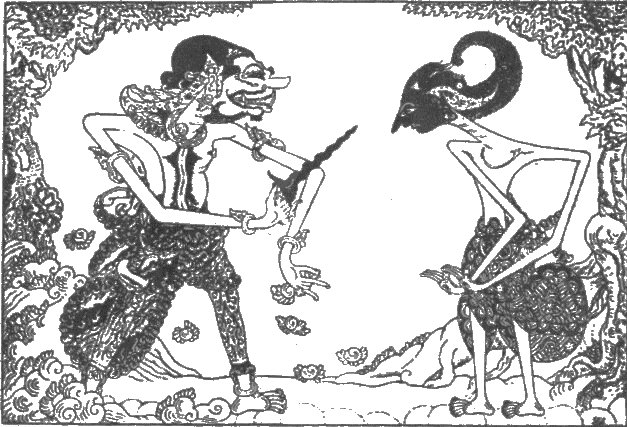
Cakil en Arjuna